# حلم ليلة منتصف الصيف

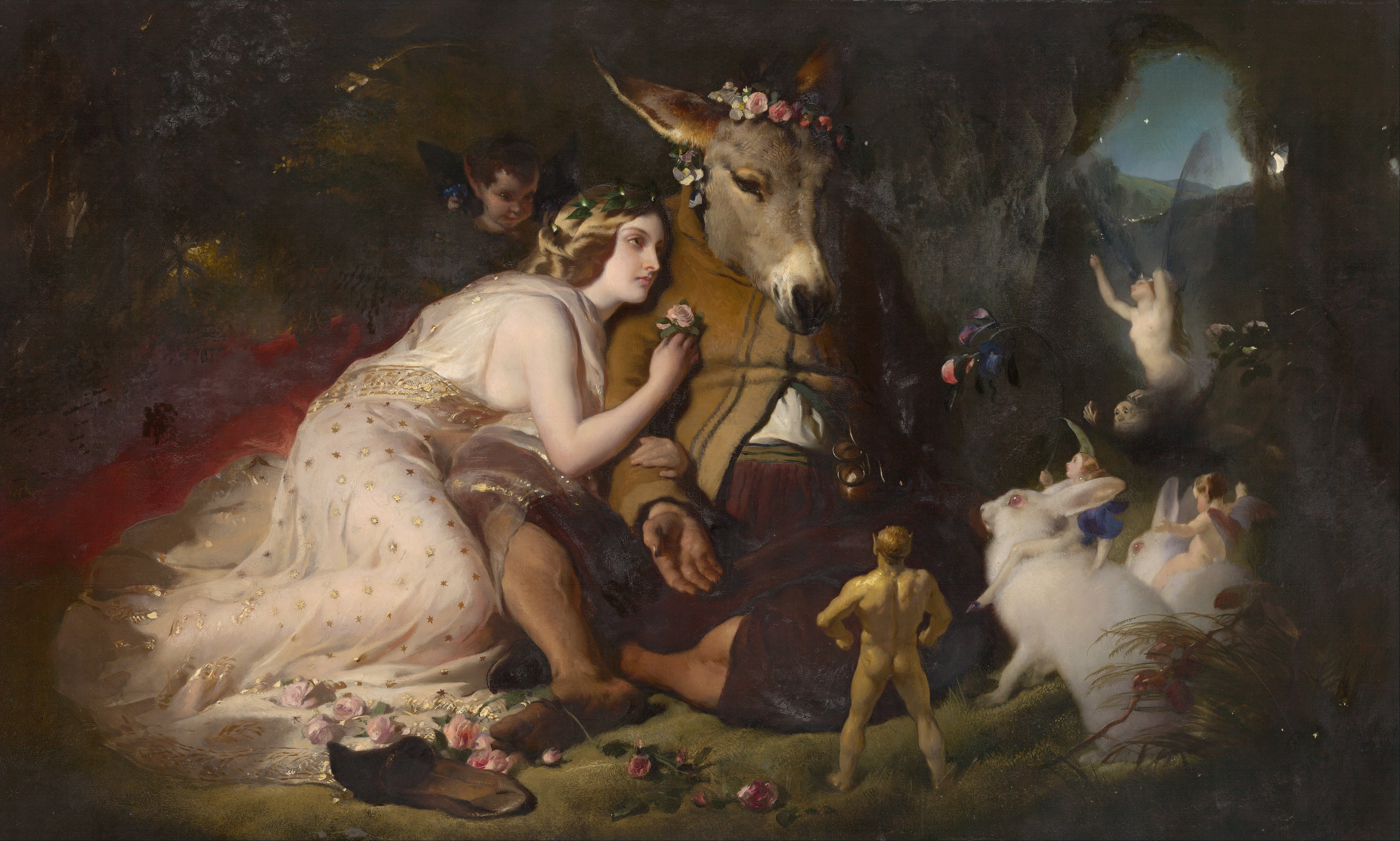
مشهد من حلم ليلة منتصف الصيف بريشة إدوين لاندسير. معرض فيكتوريا الوطني ملبورن ، أستراليا

حلم ليلة منتصف الصيف (بالإنجليزية: A Midsummer Night's Dream) من أشهر مسرحيات شكسبير الكوميدية والتي اتسمت في الخيال كانت بدايتها عن قانون ظالم وجائر. يقول إن الأب يستطيع أمر الملك بإعدام ابنته، وتحكي أنهم كانوا في اليونان ومن أكثر الاجزاء روعة هو الجزء الذي يفكر فيه الوزير في جعل زوجة ملك الجنيات تحب فلاحاً فقيراً، ثم يحول الفلاح إلى حمار فتترجى الزوجة أن يصبح الرجل ذو رأس حمار أن يصبح من رعاياها وسوف تنجب لملك الجنيات.

## الغابة بوصفها عالم خيالي وهمي
الموضوع الرئيسي في مسرحية «حلم ليلة منتصف صيف» ـ كما يخبرنا القليل من ـ الحلم، ليكون أكثر دقة، فيتألف من أحلام عدة: حلم الأعماق، حلم العشاق، وحلم هيرميا ضمن حلم آخر. إذ تثير هذه الأحلام الخيال ـ كما قلت، وقد خبرت هذا بنفسي.
إن وجود مسرحية ضمن مسرحية أخرى لفنان محترف هي أداة أخرى لتحدي خيال الجمهور المشاهد. وفي مسرحية كهذه «لم تكن مشاكل الخيال والتمثيل سوى قضايا» كما صرح بذلك ريتشارد دوتون في المقدمة لمقتطفات من نقده الذي تناول «حلم ليلة منتصف صيف».
في الخيال ـ وكذلك في الرواية أو الوهم ـ يمكن أن يدعو الكيان أو النظام الاجتماعي إلى قضية. في حين في مسرحية «الثانية عشر ليلاً» يكون التحول في كيان الجنس الموضوع المركزي، أما مسرحية «حلم ليلة منتصف صيف» فتركز على فكرة عالم الخيال الذي يوازي عالم الواقع في أثينا: الغابة الليلية كونها مكاناً للانسلاخ بدون رقابة أو سلطة. هنا يتحول بوتوم إلى حمار ويقع في الحب مع ملكة الجنيات تيتانيا (فيما يعرف بحلم بوتوم). وقد قال لويس ادريان منتوروس بأن هذا مثال على اختلال النظام الاجتماعي وهو حلم اليزابيثي مهم يعبر عن الرغبة في امتلاك سلطة على الملكة إذ كانت هذه رغبة عامة في العصور الأليزابيثية.
وقال سي. أل. باربر بأن «الغابات مناطق أثارة شديدة». وهنا يعبر شكسبير عنها «رغبة الطبيعة التي تكتمل بالاقتران». وخلص باربر إلى أن «طريق الطبيعة الذي شعرت به تكون.. بالأشياء التي تكونت خلال تصادمها مع الطبيعة». لذا بالنسبة لباربر الغابة مكان أو ميدان للمحبين لتأكيد حبهم دون الحاجة إلى إذن من والديهم الأمر الذي نجحوا في تحقيقه في النهاية. لذا الحصول على فرصة لكسر القواعد التي هرب منها العشاق وكذلك بيتر كوينس إلى عالم الجن الخيالي. في الغابة حصلوا على أسباب التلاعب من خلال جرعة الحب لدى أوبيرون، حصلوا على اندماج واعادة تحديد علاقاتهم. لذا يلعب هذا العالم الخيالي دوراً هاماً في إظهار شخصيات الذين رفضوا الموافقة على النظام القائم آنذاك الذي كان يحدد أسس حياتهم.

## وصلات خارجية
- حلم ليلة منتصف الصيف على موقع الموسوعة البريطانية (الإنجليزية)